# Володько Ганна Олександрівна
Ганна Олександрівна Володько (рос. Анастасия Юрьевна Берендеева), до шлюбу Громолюк (нар. 10 березня 1986, Краснодар, РРФСР) — російська футболістка, захисниця.

## Життєпис
Першою футбольною командою у 2002—2003 роках була «Енергетик-КМВ». 2003 року провела 10 матчів.
У 2003 році перейшла до ЦСК ВПС (Самара).
У 2005 році перейшла до «Рязань-ВДВ».
У 2006 році перейшла до вітебського «Університету», де виступала із перервою майже десять років. Восени 2011 року грала за інший білоруський клуб – «Бобруйчанку». У складі обох клубів брала участь у матчах єврокубків.
З початку 2010-х років виступала під прізвищем Володько.

## Досягнення
- Чемпіонат Білорусі
  -  Чемпіонка (4): 2006, 2007, 2008, 2009

- Найкраща захисниця білоруського чемпіонату 2009 року

- Залучалась[2] до молодіжної збірної Росії для участі у чемпіонаті світу 2006 (WU-20).